# Sherlock Holmes versus Jack the Ripper
Sherlock Holmes Versus Jack the Ripper é um jogo de aventura para Microsoft Windows e Xbox 360, desenvolvido pelo estúdio ucraniano Frogwares e distribuído pela Focus Home Interactive .  É o quinto jogo da série Sherlock Holmes de jogos de aventura desenvolvidos pela Frogwares. O jogo se passa no distrito londrino de Whitechapel em 1888, o local histórico dos assassinatos de Jack, o Estripador .
Seguindo a versão remasterizada de Sherlock Holmes: The Awakened e Sherlock Holmes Versus Arsène Lupin, Sherlock Holmes versus Jack the Ripper ofereceu a habilidade de jogar em uma perspectiva de terceira pessoa, além da perspectiva de primeira pessoa. A versão francesa do jogo foi lançada em 30 de abril de 2009. A versão em inglês foi lançada em 24 de maio.

## História
O jogo se passa no final do período vitoriano, uma época em que o Império Britânico estava no auge. Como a principal potência mundial, o Reino Unido era um modelo de riqueza, mas Whitechapel era o bairro mais miserável da capital. Dentro de seus limites viviam alguns dos habitantes mais pobres do país, incluindo alcoólatras, mendigos, prostitutas, bem como uma grande comunidade de imigrantes judeus que fugiam do crescente anti-semitismo da Leste Europeu. Nesse contexto de miséria, dezenas de milhares de pessoas viviam amontoadas em um labirinto de ruas estreitas, úmidas e sujas. Nessas ruas, entre 3 de abril de 1888 e 13 de fevereiro de 1891, ocorre uma série de assassinatos terrivelmente violentos. É dentro desse cenário sinistro e fielmente retratado que Holmes deve investigar, rastrear e prender Jack, o Estripador, resolvendo assim um dos maiores mistérios da história do crime.

## Jogabilidade
O jogador pode jogar de uma perspectiva de primeira ou terceira pessoa como Holmes ou Watson. Holmes e Watson chegam para inspecionar cada cena do crime após o assassinato, dando ao jogador uma visão de perto do trabalho de Jack.
Cada cena do crime permite ao jogador reconstruir o que aconteceu, coletando as evidências e ligando-as até chegar a uma conclusão. Por exemplo, ao examinar o corpo de Annie Chapman, o jogador descobre pistas pertinentes como sangue em uma cerca, hematomas sob o lado direito da mandíbula e uma língua inchada, o que permite ao jogador deduzir que a vítima foi morta enquanto estava deitada depois de ser estrangulada com a mão esquerda. Essas deduções são escolhidas em listas suspensas na interface do jogo.
O jogador também é obrigado a resolver mistérios no famoso apartamento de 221B Baker Street de Holmes, um processo que envolve vasculhar diálogos e documentos para estabelecer horários de assassinato, antes de desenvolver teorias detalhadas sobre por que os assassinatos estão sendo cometidos. O jogador junta notas rasgadas, monta objetos e enfrenta desafios de blocos deslizantes.

## Personagens
- Sherlock Holmes: Famoso detetive consultor que mora em 221b Baker Street com seu leal amigo Dr. John Watson. Os métodos de Holmes são únicos e ele deve colocar todos os seus poderes excepcionais de dedução neste caso.
- Doutor John H. Watson: Um médico e o melhor amigo de Holmes. Ele fará o possível para ajudar seu amigo a capturar Jack, o Estripador.
- Jack, o Estripador: O serial killer que ataca o sinistro distrito de Whitechapel. Ele mata prostitutas sem piedade e zomba da polícia, sendo considerado um louco e um gênio.
- Inspetor Frederick Abberline: Um inspetor de polícia que recusa a ajuda de Holmes. Ele acredita que pode facilmente resolver o caso.
- Baker Street Irregulars: Uma gangue de crianças pobres que ajudam Holmes e Watson em seu caso difícil.
- Francis Tumblety: Um médico americano que por acaso estava em Londres na hora dos assassinatos, conhecido por não gostar de mulheres em geral.
- Walter Sickert: Um pintor que frequenta o bordel local onde as vítimas do Estripador trabalharam.
- Jacob Levy: Um açougueiro com má reputação devido a crimes passados.

## Recepção
O jogo recebeu críticas mistas e positivas dos críticos. GameSpot comentou negativamente sobre a forma como o jogador reúne pistas no jogo, já que primeiro deve fazer recados para a polícia.